# Gwyn – Prinzessin der Diebe
Gwyn – Prinzessin der Diebe (Originaltitel: Princess of Thieves), auch vertrieben unter dem Titel Robin Hoods Tochter, ist ein US-amerikanisch-britischer Fernsehfilm mit Keira Knightley in der Hauptrolle. Er wurde von Granada Productions produziert und in Rumänien gedreht.

## Handlung
Gwyn ist die Tochter Robin Hoods, die ohne Eltern aufwächst, da Marian gestorben und Robin auf Kreuzzug ist. Freundschaftlich verbunden ist sie mit dem netten, aber schlichten Froderick, der in sie verliebt ist. Als Richard Löwenherz im Sterben liegt, kehrt Robin Hood nach England zurück, wird jedoch von seinen Feinden, dem Sheriff von Nottingham und Prinz John, gefangengesetzt.
Nun versucht Gwyn, Robins Ziele zu erreichen. Sie kümmert sich darum, den jungen legalen Thronfolger, Prinz Philip, zu finden und zu beschützen. Die Aufgabe ist schwierig, da Philip unter einem falschen Namen reist. So kämpfen sie mehrfach Seite an Seite miteinander und selbst als sie gemeinsam Robin Hoods Leute zusammensuchen, um Gwyns Vater zu befreien, geschieht das, ohne dass Gwyn Philips wahre Identität kennt. Die beiden verlieben sich ineinander.
Seine bewährten Gefährten können mit Gwyn und Philip Robin Hood befreien und das mittlerweile begonnene Krönungsgeschehen, das Prinz John als König inthronisieren soll, unterbrechen. Bei der stattdessen durchgeführten Krönung Philips eröffnet ihm Gwyn, dass ihre Zukunft nicht an seiner Seite, sondern im Sherwood Forest an der Seite ihres Vaters sei.

## Kritik
Das Lexikon des internationalen Films urteilte, der Film sei „gut gemeinte, aber eher belanglose Familienunterhaltung, die es jedem recht machen will und dabei nur die Stereotypen des Genres neu mischt.“